# 欧图瓦尔
欧图瓦尔（法語：Autoire，法語發音：[otwaʁ]）是法国洛特省的一个市镇，位于该省东北部，属于菲雅克区。

## 地理
欧图瓦尔（44°51'16"N, 1°49'17"E）面积7.15 平方千米，位于法国奧克西塔尼大區洛特省，该省份为法国西南部内陆省份，北起顺时针与科雷兹省、康塔爾省、阿韦龙省、塔恩-加龙省、洛特-加龍省和多尔多涅省接壤。
与欧图瓦尔接壤的市镇（或旧市镇、城区）包括：卢布勒萨克、普吕多马、圣梅达尔-德普雷斯克、圣米歇尔卢贝茹、圣让拉日内斯特。

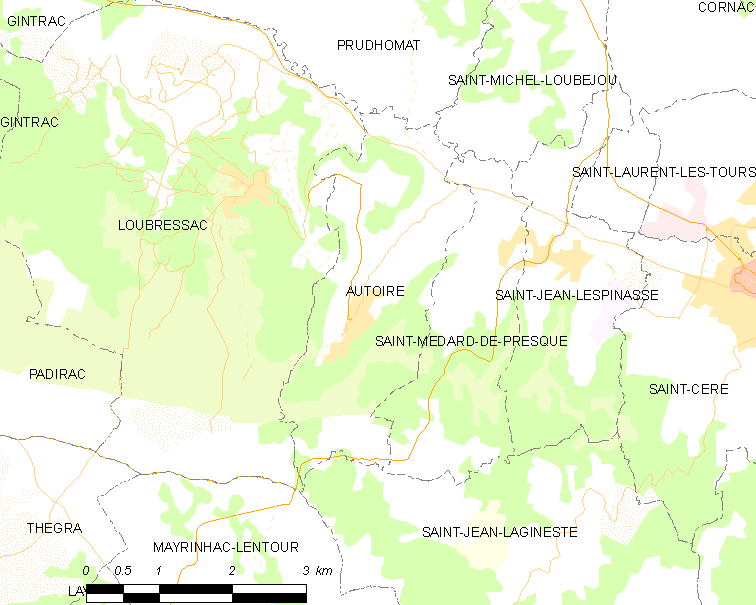
欧图瓦尔的OSM定位图

欧图瓦尔的时区为UTC+01:00、UTC+02:00（夏令时）。

## 行政
欧图瓦尔的邮政编码为46400，INSEE市镇编码为46011。

## 政治
欧图瓦尔所属的省级选区为圣塞雷县。

## 人口

1962-2008年间欧图瓦尔人口变化图示

欧图瓦尔于2022年1月1日时的人口数量为376人。